# Polypodium patentissimum
Polypodium patentissimum là một loài thực vật có mạch trong họ Polypodiaceae. Loài này được Mett. ex Kuhn miêu tả khoa học đầu tiên năm 1869.